# Размерная цепь
Размерная цепь — технический термин, обозначающий совокупность взаимосвязанных геометрических размеров, расположенных по замкнутому контуру, определяющих взаиморасположение поверхностей (или осей) одной или нескольких деталей и непосредственно участвующих в решении поставленной задачи.

## Виды
В зависимости от области применения различают следующие виды размерных цепей:
- Конструкторские (сборочные) — определяющие размерные связи в машине
- Технологические — определяющие размерные связи при выполнении технологического процесса или его части
- Измерительные — определяющие размерные связи при измерении параметров точности детали

Составление и расчёт размерных цепей, наряду с кинематическим и динамическим анализом, является одним из основных формализованных средств достижения качества создаваемых машин.

## Звено размерной цепи
Один из размеров, образующих размерную цепь, называется звеном размерной цепи. По виду звеньев размерные цепи подразделяются на линейные и угловые.